# Săliște (okręg Kluż)
Săliște – wieś w Rumunii, w okręgu Kluż, w gminie Ciurila. W 2011 roku liczyła 112 mieszkańców.